# Partidul Muncitoresc German

Insignă de membru DAP

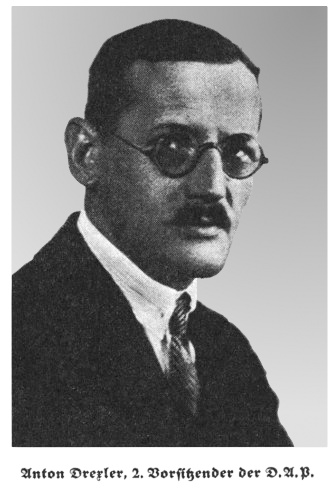
Anton Drexler

Partidul Muncitoresc German (în germană Deutsche Arbeiterpartei) a fost un partid minuscul, fondat la data de 5 ianuarie 1919 de Anton Drexler (1884 - 1942) la München, Bavaria. La înființare, în afară de lăcătușul-mecanic Anton Drexler, ales președinte al partidului, au mai participat jurnalistul sportiv Karl Harrer și alte 22 de persoane, majoritatea colegi de serviciu cu Anton Drexler la uzina căilor ferate din München.
Membrii partidului se întruneau periodic pentru a discuta despre naționalism, rasism și antisemitism. La 12 septembrie 1919, Adolf Hitler a participat pentru prima dată la o întrunire a acestui partid. În aceeași zi, Anton Drexler l-a invitat pe Adolf Hitler să devină membru al partidului. După câteva zile, Hitler a fost înscris ca membru al acestui partid și, scurt timp după aceea, a preluat conducerea partidului.
La 20 februarie 1920, Partidul Muncitoresc German a fost redenumit Partidul Național Socialist al Muncitorilor Germani (NSDAP, Partidul Nazist) și a existat  până la înfrângerea Germaniei în al Doilea Război Mondial, în 1945.  În perioada 1933 - 1945 NSDAP a fost unicul partid politic din Germania nazistă.
Printre primii membri în Partidul Muncitorilor Germani s-au numărat:
- Ernst Boepple
- Anton Drexler
- Dietrich Eckart
- Gottfried Feder
- Hans Frank
- Karl Harrer
- Ernst Röhm
- Alfred Rosenberg